# باب منندز
رابرت "باب" مِنِنْدِز (به انگلیسی: Robert "Bob" Menendez) (زادهٔ ۱ ژانویه ۱۹۵۴) سناتور ایالت نیوجرسی در مجلس سنای ایالات متحده آمریکاست. او برای نخستین‌بار در ۱۸ ژانویه ۲۰۰۶ به عضویت این مجلس درآمد.

## سنای ایالات متحده (۲۰۰۶-اکنون)

### اتهامات فساد
در سال ۲۰۱۳، گزارش‌هایی رو شد که یک هیئت منصفه فدرال در میامی در حال تحقیق روی نقش منندز در دفاع از منافع کسب‌وکاری سالومون ملگن، چشم‌پزشک اهل فلوریدا از دوستان نزدیک و اهداکنندگان عمده کمک‌های مالی به منندز است. در آوریل ۲۰۱۵، وزارت دادگستری ایالات متحده آمریکا در پرونده ای رسماً منندز را متهم به ارتشا، کلاهبرداری و اظهارات دروغ کرد. بنا بر این کیفرخواست منندز از مقامات ارشد وزارت امور خارجه ایالات متحده آمریکا خواست تا بر حکومت جمهوری دومینیکن فشار وارد کنند تا یک قرارداد امنیت بندرها که به شرکت ملگن نفع می‌رساند را اجرا کنند و در همان زمان ملگن به او قول داده بود $۶۰٬۰۰۰ به کمپین منندز کمک کند.
منندز پس از صدور این کیفرخواست داوطلبانه از جایگاه عضو عالی‌رتبه کمیته روابط خارجی سنا کناره‌گیری کرد. در ۱۶ نوامبر ۲۰۱۷ قاضی این پرونده به دلیل ناتوانی هیئت منصفه از حصول محکومیت در هیچ‌یک از اتهامات حکم دادرسی غیرقانونی (mistrial) صادر کرد. در ژانویه ۲۰۱۸ وزارت دادگستری همه اتهامات علیه منندز را پس گرفت.
از اواخر سال ۲۰۲۲، به‌طور پیوسته پرسش‌هایی در این خصوص که آیا منندز و زنش هدایایی را از یک شرکت گوشت حلال در اجواتر، نیوجرسی پذیرفته‌اند و این که او مساعدت ناموجهی را متوجه یک شرکت مصری کرده بروز کرده‌است. احضاریه‌هایی نامرتبط با این شرکت در مه ۲۰۲۳ برای شهردار برگن شمالی، نیوجرسی و دیگران صادر شد. دادستان‌های فدرال در ۲۲ سپتامبر ۲۰۲۳ در این کیفرخواست اتهامات فساد را متوجه پنج تن از جمله سناتور منندز و زنش کردند. از جمله اتهامات این بود که منندز «اطلاعات حساس حکومت آمریکا را ارائه کرده و گام‌هایی را برداشته که به‌طور مخفیانه به حکومت مصر یاری رسانده‌است.»
در ۱۶ ژوئیه ۲۰۲۴، پس از دادگاهی دو ماهه، منندز در ۱۶ فقره اتهام مرتبط با طرحی که در ازای کمک به دولت‌های خارجی رشوه از جمله شمش‌های طلا و مرسدس بنز دریافت کرده بود، مجرم شناخته شد. او گفته که بی‌گناه است و درخواست تجدید نظر خواهد کرد.